# 瓦雷澤湖
45°49′N 8°44′E / 45.817°N 8.733°E

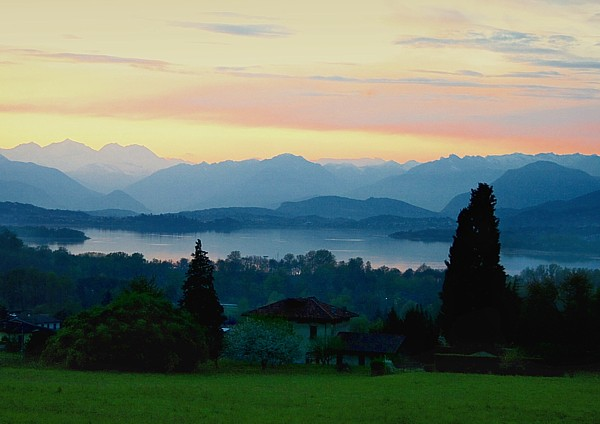

瓦雷澤湖是意大利的湖泊，位於該國北部，由倫巴底負責管轄，面積14.5平方公里，集水區面積112平方公里，海拔高度238米，平均水深11米，最大水深23米。

## 外部連結
- Varese lake portal （页面存档备份，存于）